# Bimobject
BIMobject AB är ett svenskt företag, grundat 2011, som specialiserat sig på att underlätta kontakter mellan tillverkare av byggprodukter och yrkesverksamma inom arkitektur, teknik, konstruktion och drift (AECO) över hela världen Det är noterat på NASDAQ First North Growth Market under kortnamnet BIM.
Bolaget driver plattformen BIMobject.com där arkitekter och ingenjörer kan hitta digitala filer (BIM filer) för att använda i sina ritningar. Plattformen används globalt och det finns över 2200 varumärken registrerade och uppskattningsvis 3,5 miljoner registrerade användare. 
BIMobject AB sysselsätter företaget cirka 140 personer och har sitt huvudkontor i Malmö, Sverige, och driver ytterligare kontor i Europa, Asien och Nordamerika. 